# Derek Nimmo
Derek Robert Nimmo (Liverpool, 19 settembre 1930 – Chelsea, 24 febbraio 1999) è stato un attore inglese.

## Biografia
Attore caratterista, è noto soprattutto per i ruoli di strambi personaggi appartenenti alle alti classi della società. Apparve in numerosi film e serie televisive britanniche, con il ruolo dell'aristocratico e con parti da protagonista nelle serie The World of Wooster, Vita da scapoli e La vita comincia a quarant'anni, e nel film Il mistero del dinosauro scomparso (1975). Interpretò un ruolo anche in James Bond 007 - Casino Royale (1967), film parodia di James Bond.

## Vita privata

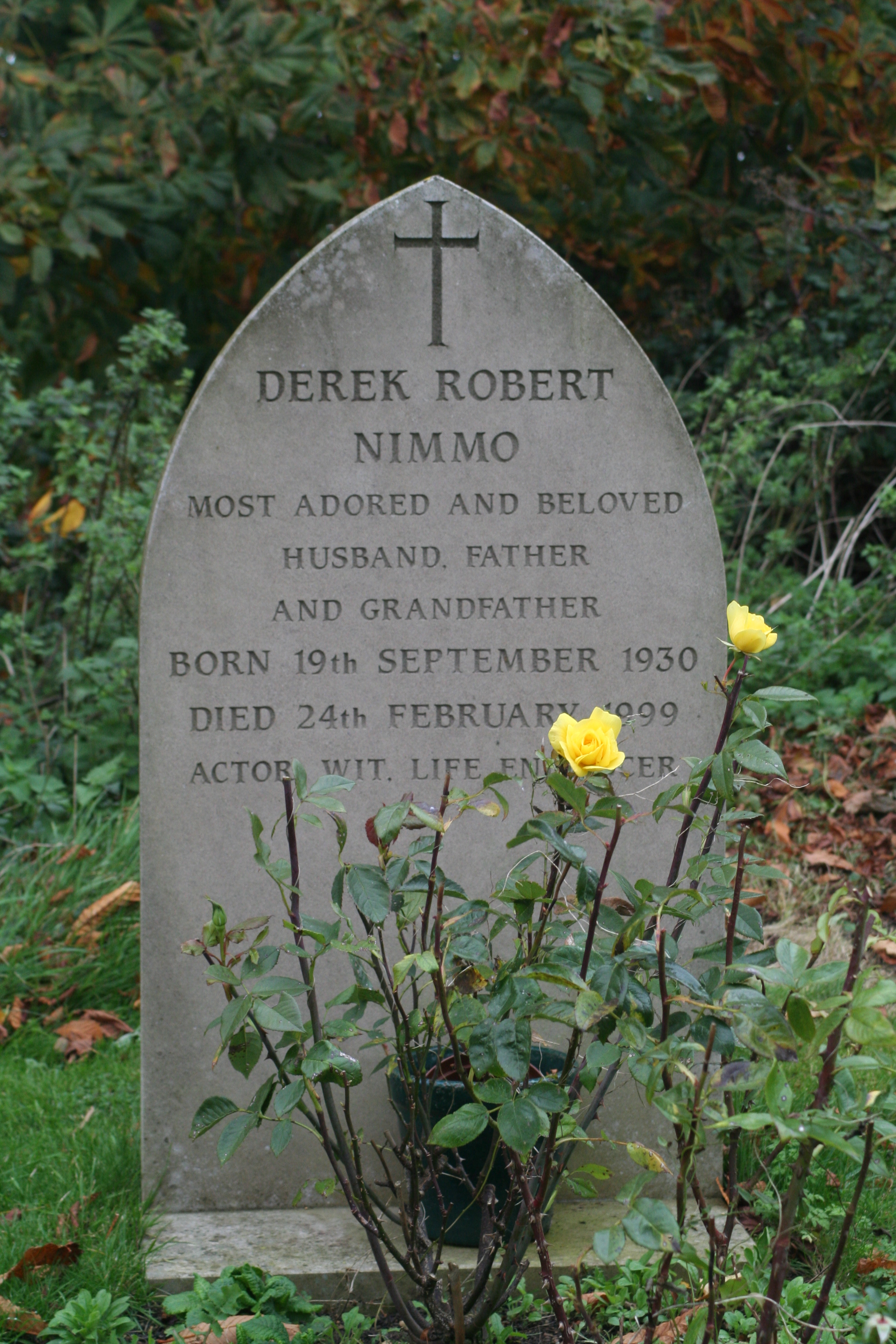
La tomba di Derek Nimmo ad Easton Maudit, nel Northamptonshire

Nel 1955 Nimmo sposò Patricia Brown; con lei ebbe tre figli: Timothy (1956), Piers (1967) e Amanda (1959). Ebbe anche un altro figlio, Julian (1971), nato da una relazione avuta con una donna tra il 1969 e il 1973.

## Morte
La sera del 2 dicembre 1998, Nimmo stava controllando un allarme esterno della sua casa a Kensington, quando perse l'equilibrio e cadde da una scala. Riportò ferite alla testa, e fu portato al Chelsea and Westminster Hospital, dove rimase in coma fino alla fine del mese. Mentre era in ospedale, contrasse la polmonite e morì il 24 febbraio 1999.

## Filmografia

### Cinema
- La miliardaria (The Millionairess), regia di Anthony Asquith (1960)
- Gli ospiti di mia moglie (The Amorous Prawn), regia di Anthony Kimmins (1962)
- I cinque ladri d'oro (Go to Blazes), regia di Michael Truman (1962)
- It's Trad, Dad!, regia di Richard Lester (1962)
- La vergine in collegio (Tamahine), regia di Philip Leacock (1963)
- Lassù qualcuno mi attende (Heavens Above!), regia di John Boulting e Roy Boulting (1963)
- Cinque ore violente a Soho (The Small World of Sammy Lee), regia di Ken Hughes (1963)
- La costa dei barbari (Barbary Coast), regia di Howard Hawks (1964)
- The System, regia di Michael Winner (1964)
- Assassinio a bordo (Murder Ahoy), regia di George Pollock (1964)
- Tutti per uno (A Hard Day's Night), regia di Richard Lester (1964)
- The Bargee, regia di Duncan Wood (1964)
- Troppo caldo per giugno (Hot Enough for June), regia di Ralph Thomas (1964)
- S.S.S. sicario servizio speciale (The Liquidator), regia di Jack Cardiff (1965)
- La dolce vita del soldato Joe (Joey Boy), regia di Frank Launder (1965)
- The Yellow Hat, regia di Honoria Plesch (1966)
- James Bond 007 - Casino Royale (Casino Royale), regia di Ken Hughes e Val Guest (1967)
- Mister Ten Per Cent, regia di Peter Graham Scott (1967)
- A Talent for Loving, regia di Richard Quine (1969)
- Il mistero del dinosauro scomparso (One of Our Dinosaurs Is Missing), regia di Robert Stevenson (1975)

### Televisione
- A Rubovian Legend – serie TV, 1 episodio (1955)
- Kenilworth – serie TV, 1 episodio (1957)
- The Buccaneers – serie TV, 1 episodio (1957)
- The Magic Tree, regia di Gordon Murray – film TV (voce) (1960)
- Comedy Playhouse – serie TV, 3 episodi (1963-1970)
- More Faces of Jim – serie TV, 1 episodio (1963)
- Hugh and I – serie TV, 1 episodio (1963)
- Armchair Theatre – serie TV, 1 episodio (1963)
- Z Cars – serie TV, 1 episodio (1963)
- Hancock – serie TV, 1 episodio (1963)
- Ghost Squad – serie TV, 1 episodio (1963)
- Mr. Justice Duncannon – serie TV, 1 episodio (1963)
- Boyd Q.C. – serie TV, 1 episodio (1964)
- Steptoe and Son – serie TV, 1 episodio (1965)
- Undermind – serie TV, 1 episodio (1965)
- The World of Wooster – serie TV, 1 episodio (1965)
- All Gas and Gaiters – serie TV, 33 episodi (1966-1971)
- The Bed-Sit Girl – serie TV, 1 episodio (1966)
- Vita da scapoli (Sorry I'm Single) – serie TV, 9 episodi (1967)
- Blandings Castle – serie TV, 3 episodi (1967)
- Oh Brother! – serie TV, 19 episodio (1968-1970)
- Oh, Father! – serie TV, 7 episodi (1973)
- Whodunnit? – serie TV, 1 episodio (1974)
- My Honourable Mrs – serie TV, 7 episodi (1975)
- La vita comincia a quarant'anni (Life Begins at Forty) – serie TV, 14 episodi (1978-1980)
- Third Time Lucky – serie TV, 7 episodi (1982)
- See How They Run, regia di Les Chatfield e Ray Cooney – film TV (1984)
- Family Ties Vacation, regia di Will Mackenzie – film TV (1985)
- Hell's Bells – serie TV, 6 episodi (1986)
- Cluedo – serie TV, 1 episodio (1990)
- Neighbours – serie TV, 2 episodi (1990)
- The Good Guys – serie TV, 1 episodio (1993)
- Dennis the Menace – serie TV, 1 episodio (1996)